# Джаффель, Лейла
Лейла Джаффель (араб. ليلى جفال‎; род. 29 августа 1960, Радес, Бен-Арус) — тунисский политический и государственный деятель. Министр юстиции Туниса с 11 октября 2021 года.

## Биография
Родилась 29 августа 1960 года в Радесе.
В 1985 году она получила лицензию в области частного права, а в 1986 году — квалификационный аттестат юриста.
Пришла в судебную систему в 1987 году и работала судьей в суде города Громбалия с 1994 по 1998 год, затем в суде Туниса в 1998 и 1999 годах, затем в качестве советника апелляционного суда Туниса в 1999 году и в 2000 году, и, наконец, в качестве советника пенитенциарной системы тунисского суда первой инстанции с 2000 по 2003 год.
Она также была главой суда первой инстанции Громбалии и Апелляционного суда Набуля с 2008 года.
2 сентября 2020 года назначена министром по делам государственных владений и земельных дел Туниса в кабинете министров во главе с премьером Хишама Машиши. Исполняла обязанности до 15 февраля 2021 года.
11 октября 2021 года получила портфель министра юстиции в кабинете министров во главе с премьером Наджлой Буден Ромдан.